# Arroio Guaçu
Arroio Guaçu är ett vattendrag i Brasilien.   Det ligger i delstaten Paraná, i den södra delen av landet, 1 200 km sydväst om huvudstaden Brasília.
Runt Arroio Guaçu är det ganska glesbefolkat, med 28 invånare per kvadratkilometer.